# گیل بروتون
گیل بروتون (انگلیسی: Gayle Broughton؛ زادهٔ ۵ ژوئن ۱۹۹۶) ورزشکار راگبی ۷ نفره اهل نیوزیلند است.
وی در مسابقات کشوری و بین‌المللی در مجموع برندهٔ ۲ مدال طلا، ۱ مدال نقره شده‌است.